# Нонія Цельса
Нонія Цельса (*Nonia Celsa, д/н —після 218) — дружина римського імператора Марка Опеллія Макріна.

## Життєпис
Про її родину та життя практично не відомо. Ймовірно була донькою Діадумена з бідної родини. Замолоду вийшла заміж за Макріна. Її Нонії Цельси згадується лише у листі Макріна до неї з приводу обрання того імператором (його текст приводить в Історія Августів). Мала сина Діадуменіана, якого батько оголосив Августом. Проте сама Нонія не отримала титулу Августи. Після загибелі у 218 році про неї нічого невідомо. напевне загинула разом з чоловіком та сином.